# Brésil aux Jeux paralympiques d'hiver de 2014
Le Brésil participe aux Jeux paralympiques d'hiver de 2014 à Sotchi, en Russie, du 7 au 16 mars 2014. Il s'agit de la première participation de ce pays aux Jeux paralympiques d'hiver, alors que le Brésil prend part aux Jeux d'été depuis 1972. Par ailleurs, le Brésil devient ainsi le deuxième pays au climat tropical à participer aux Jeux paralympiques d'hiver, à la suite du skieur ougandais aveugle Tofiri Kibuuka en 1976 et en 1980.
Pour sa première participation, le Brésil est représenté par deux athlètes, en ski de fond et en snowboard, discipline qui fait également sa première apparition aux Jeux.

## Par discipline

### Ski de fond
Fernando Aranha, atteint d'une mobilité réduite aux jambes en raison d'une polio à l'âge de quatre ans, est qualifié pour les trois épreuves de ski de fond en position assise (en monoski) : un kilomètre, dix kilomètres et quinze kilomètres.

### Snowboard
Pour la première apparition du snowboard aux Jeux paralympiques, le Brésil est représenté par un unique athlète : Andre Cintra.